# 앤드리아 보가트
앤드리아 보가트(Andrea Bogart, 197년 6월 1일 ~ )는 미국의 배우이다.

## 출연 작품
- 윙맨 주식회사 (2015)
- 더 시크릿 라이브스 오브 독크스 (2013)
- 사이드 이펙트 (2013)
- 레디 오어 낫 (2009)
- 나이트 테일즈 - 더 무비 (2008)
- 바 스타즈 (2007)
- 다크 라이드 (2006)
- 더 라스트 런 (2004)
- 다크 울프 (2003)
- 마스터 오브 디즈가이즈 (2002)
- 우리 생애 나날들 (1965)